# Tapinoma luffae
Tapinoma luffae este o specie de furnică din genul Tapinoma. Descrisă de Kurian în 1955, specia este endemică în Indonezia.